# Corps législatif (Consulat et Premier Empire)
Pour les articles homonymes, voir Corps législatif.
 (juin 2025).
Le Corps législatif est une assemblée législative française instituée par la Constitution du 22 frimaire an VIII et maintenue par le sénatus-consulte organique du 16 thermidor an X et le sénatus-consulte organique du 28 floréal an XII. Elle remplace le Conseil des Anciens : son rôle consiste uniquement à voter les lois qui sont délibérées devant le Tribunat.
Il est constitué le 11 nivôse an VIII (1er janvier 1800), en même temps que le Tribunat, en complément du Sénat conservateur. Il siège au palais Bourbon. Il est dissous le 4 juin 1814 et remplacé sous la Restauration par la Chambre des députés des départements. Pendant les Cent-Jours est instituée une Chambre des représentants.

## Députés
Le Corps Législatif comprend 300 membres élus pour cinq ans. Il est renouvelable par cinquième chaque année et ses membres sont inéligibles pendant un an après leur sortie de charge (exclusion qui sera levée sous l'Empire).
Durant le Consulat, les membres du Corps Législatif sont désignés selon un régime complexe qui revient, au total, à une élection au suffrage universel masculin à quatre degrés. Tous les hommes majeurs âgés de vingt et un ans au moins élisent dans chaque commune une liste de confiance composée du dixième d'entre eux. Le processus se répète au niveau départemental puis national pour aboutir à une liste de confiance nationale comprenant un homme adulte sur mille, soit environ six mille noms. C'est sur cette liste, parmi les élus de trente ans et plus, que le Sénat choisit les membres du Corps législatif. Chaque département doit y compter au moins un représentant.
Le Sénatus-consulte du 16 thermidor an XII (4 août 1804) modifie les opérations préalables aux choix du Sénat. Il institue une assemblée de canton qui regroupe tous les citoyens qui y sont domiciliés. Cette assemblée désigne deux collèges électoraux : un d'arrondissement, qui comprend un nombre de membres proportionnel à l'importance numérique de l'assemblée et où tous les citoyens sont éligibles ; un de département dont l'effectif est le millième de celui du département et où ne sont éligibles que les six cents citoyens les plus imposés aux contributions directes. Les membres des collèges sont élus à vie.
Ces collèges inscrivent chacun deux citoyens domiciliés dans le département – et dont l'un ne doit pas être membre du collège – sur la liste où sont choisis les députés du Corps Législatif. Chaque département est désormais représenté par un nombre de députés proportionnel à sa population.
Les premières élections ont lieu le 4 nivôse an VIII (25 décembre 1799).

## Mission du Corps législatif
Le rôle de cette assemblée est exclusivement législatif : il consiste à approuver ou non, mais sans en débattre, les lois qui lui sont présentées après leur examen par le Tribunat.
Les pouvoirs du Corps Législatif s'accroissent après la suppression du Tribunat (1807). Trois commissions de sept membres sont instituées qui reçoivent la mission d'examiner les projets de lois. Elles sont aussi chargées de les discuter et de les présenter devant l'assemblée, toujours condamnée, elle, à demeurer muette.

## Conduite
Comme le Sénat, le Corps législatif fait preuve durant le Consulat et l'Empire d'une rare servilité. De plus, en raison de son incapacité à discuter les textes de lois, les contemporains caricatureront son nom en « Corps des Muets ». Cela n'empêche pas Napoléon Ier de s'en méfier. Il soupçonne en effet les législateurs, dont beaucoup sont d'anciens révolutionnaires, de se voir encore en Assemblée Nationale.
Le Corps législatif est dissous le 4 juin 1814, à la chute de l'Empire. 237 de ses membres rejoignent la chambre des députés des départements.